# Цона П. И. П. (Лече)
Цона П. И. П. (итал. Zona P.I.P.) је насеље у Италији у округу Лече, региону Апулија.
Према процени из 2011. у насељу је живело 27 становника. Насеље се налази на надморској висини од 44 м.